# Jerovec (priimek)
Jerovec je priimek v Sloveniji, ki ga je po podatkih Statističnega urada Republike Slovenije na dan 1. januarja 2010 uporabljalo manj kot 5 oseb.

## Znani nosilci priimka
- Leon Jerovec (1908—2000), ekonomist in tekstilni tehnolog